# Orsfeld

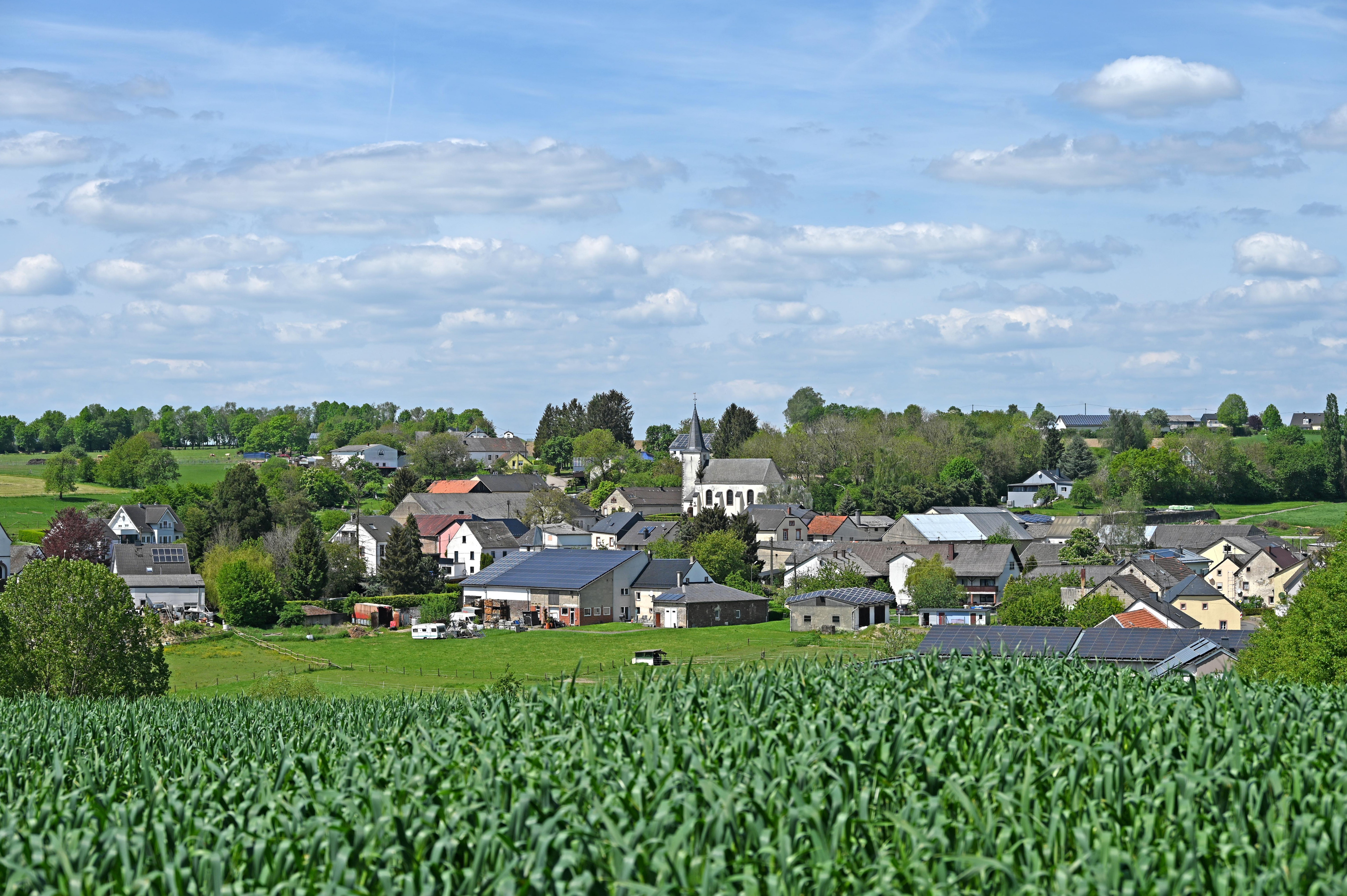
Orsfeld von Süden

Orsfeld in der Kyllburger Waldeifel ist eine Ortsgemeinde im Eifelkreis Bitburg-Prüm in Rheinland-Pfalz. Sie gehört der Verbandsgemeinde Bitburger Land an.

## Geschichte
1563 umfasste die Ortschaft unter dem Namen Orßfeld zehn, 1684 acht Feuerstellen. Landesherrlich gehörte sie bis Ende des 18. Jahrhunderts zum Kurfürstentum Trier und unterstand der Verwaltung des Amt Kyllburg. 1787 verzeichnete Orsfeld 162 Einwohner.
Bevölkerungsentwicklung
Die Entwicklung der Einwohnerzahl von Orsfeld, die Werte von 1871 bis 1987 beruhen auf Volkszählungen:
| Jahr | Einwohner |
| ---- | --------- |
| 1815 | 186       |
| 1835 | 307       |
| 1871 | 245       |
| 1905 | 228       |
| 1939 | 254       |
| 1950 | 244       |
| 1961 | 199       |

| Jahr | Einwohner |
| ---- | --------- |
| 1970 | 192       |
| 1987 | 152       |
| 1997 | 167       |
| 2005 | 164       |
| 2011 | 158       |
| 2017 | 178       |

## Politik

### Gemeinderat
Der Gemeinderat in Orsfeld besteht aus sechs Ratsmitgliedern, die bei der Kommunalwahl am 9. Juni 2024 in einer Mehrheitswahl gewählt wurden, und der ehrenamtlichen Ortsbürgermeisterin als Vorsitzender.

### Bürgermeister
Gabriele Faber-Ertz wurde bei der Direktwahl am 9. Juni 2024 als einzige Bewerberin mit einem Stimmenanteil von 85,3 % als Ortsbürgermeisterin von Orsfeld bestätigt. Sie war seit dem 18. Dezember 2019 im Amt. Zuvor hatte sie als bisherige Erste Beigeordnete bereits die Amtsgeschäfte geführt, da der gewählte Bürgermeister Peter Schwickerath sein Amt mit Ablauf des 30. Septembers 2019 aus gesundheitlichen Gründen niedergelegt hatte. Da sich für die geplante Direktwahl am 5. Januar 2020 kein Bewerber fand, sah die Gemeindeordnung stattdessen eine Wahl durch den Gemeinderat vor. Dieser entschied sich für Gabriele Faber-Ertz.
Ihr Vorgänger Peter Schwickerath war zuletzt bei der Direktwahl am 26. Mai 2019 mit einem Stimmenanteil von 75,27 % in seinem Amt als Ortsbürgermeister bestätigt worden. Über 40 Jahre war er kommunalpolitisch zunächst als Ratsmitglied und nachfolgend als Bürgermeister der Gemeinde tätig.

### Wappen
| Wappen von Orsfeld | Blasonierung: „In Silber ein durchgehendes rotes Kreuz, im Schildhaupt belegt mit einem rechtsgewendeten blauen Schlüssel.“ |
| Wappen von Orsfeld | Wappenbegründung: Während der Feudalzeit gehört Orsfeld bis um 1800 im Amt Kyllburg zum Kurfürstentum Trier. Grundherr war das Domkapitel Trier. Als Hinweis auf diese jahrhundertelange Landeszugehörigkeit wurde das kurtrierer Kreuz in den Schild aufgenommen. Schutzheiliger von Orsfeld und Patron der Kirche war immer St. Petrus. Dieses Patronat wird bereits im Visitationsprotokoll vom Jahre 1570 bestätigt. Eine zusätzliche Bestätigung gibt die Figur des hl. Petrus über den Eingang zum Vorraum der Kirche mit dem darüber befindlichen Chronogramm vom Jahr 1781. Das Symbol des hl. Petrus ist der Schlüssel. Er wurde als Zeichen des Schutzpatrons von Orsfeld in den oberen Schildteil aufgenommen. |

## Verkehr
Orsfeld liegt an der Bundesstraße 257 und befindet sich rund 2 km nördlich der Autobahn 60.

## Siehe auch

St. Peter (Orsfeld)
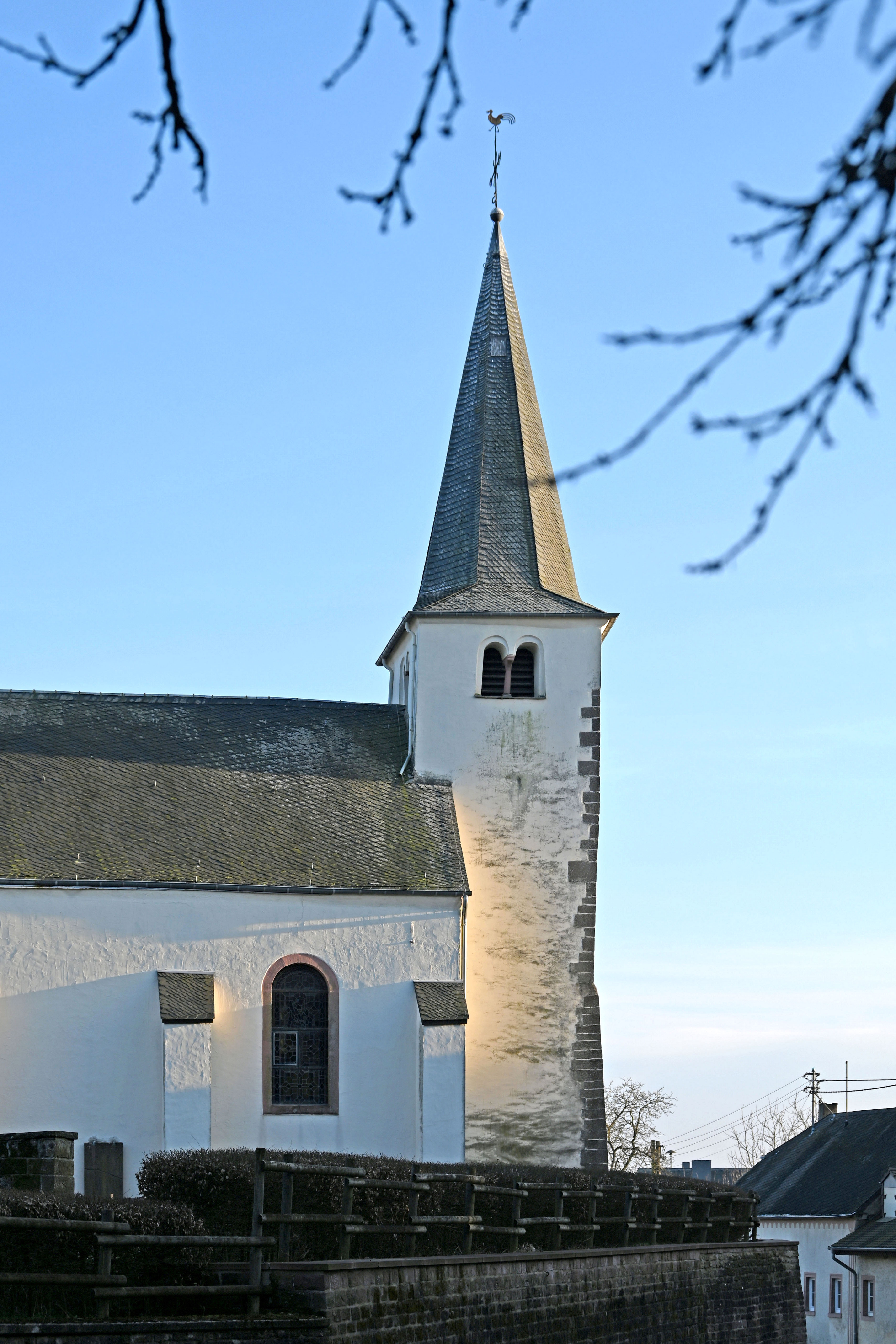
Turm
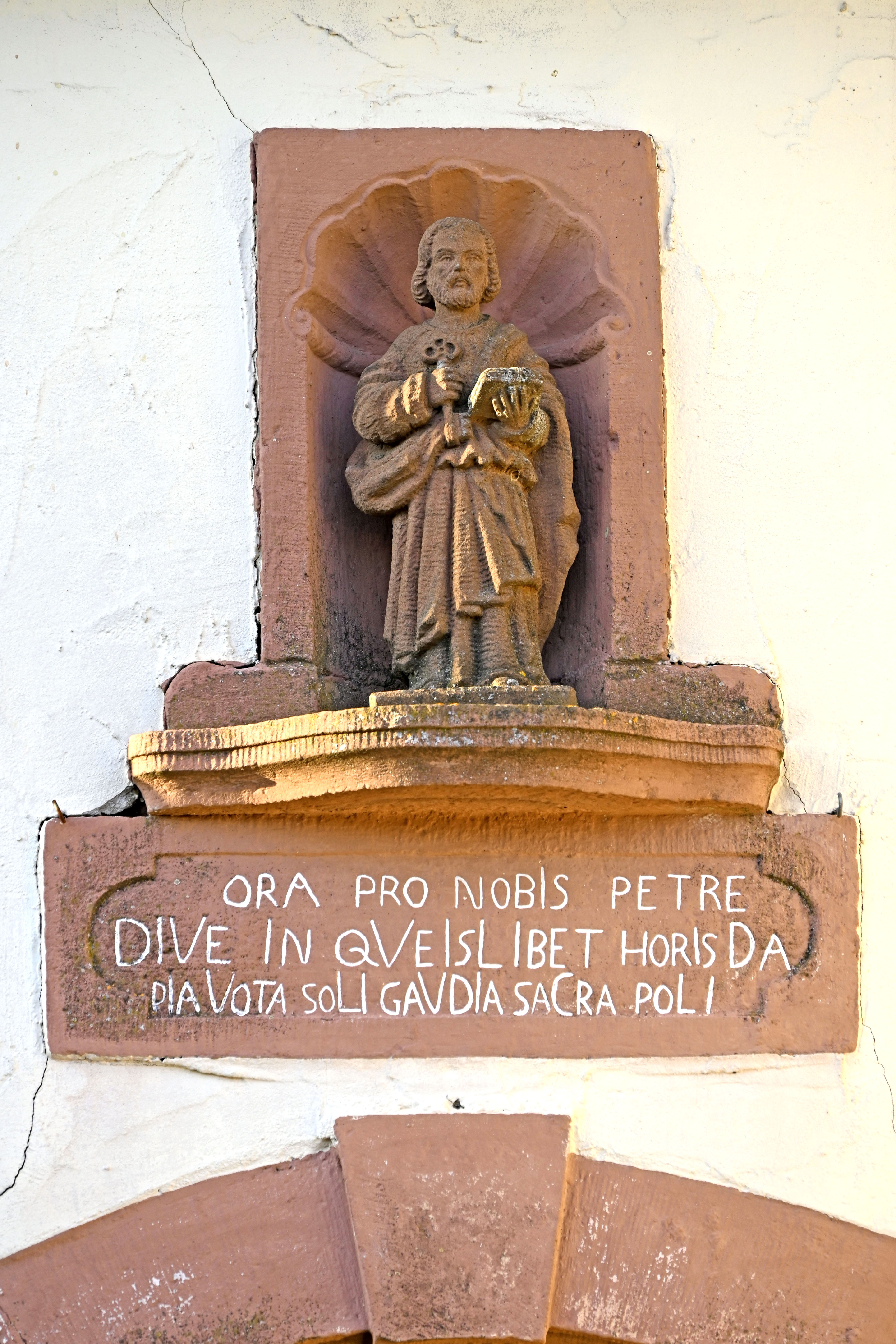
Portal
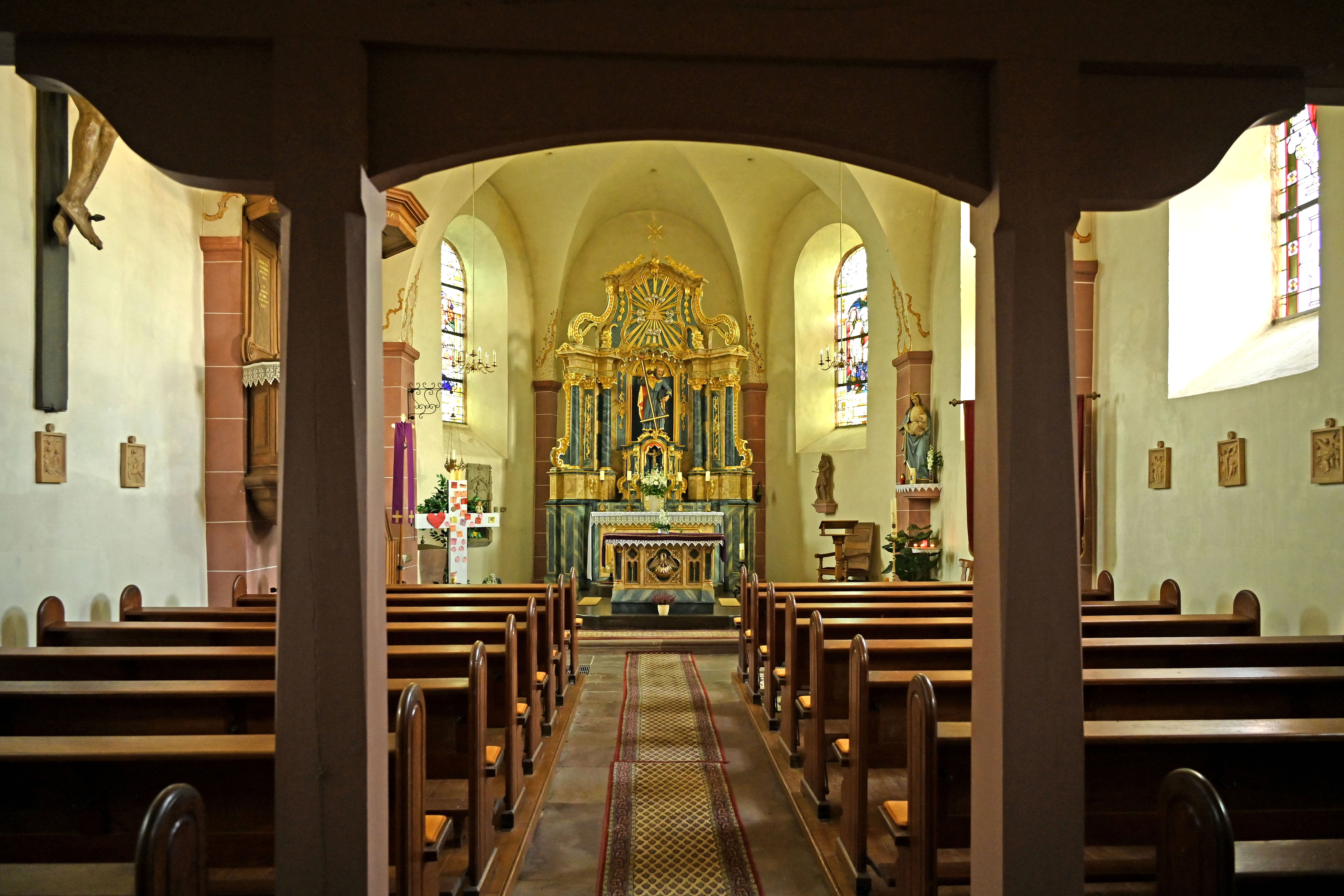
Innenraum
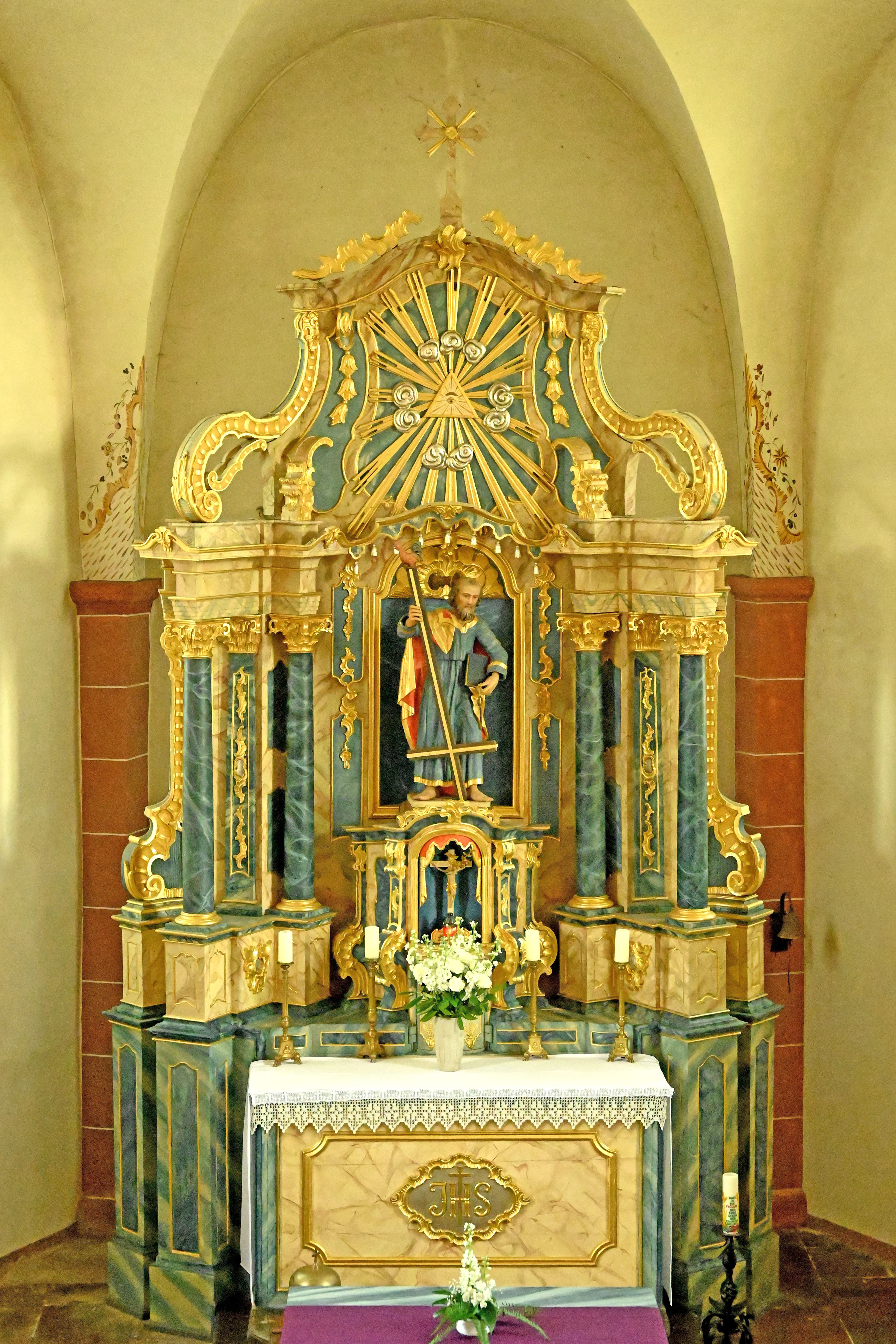
Hochaltar
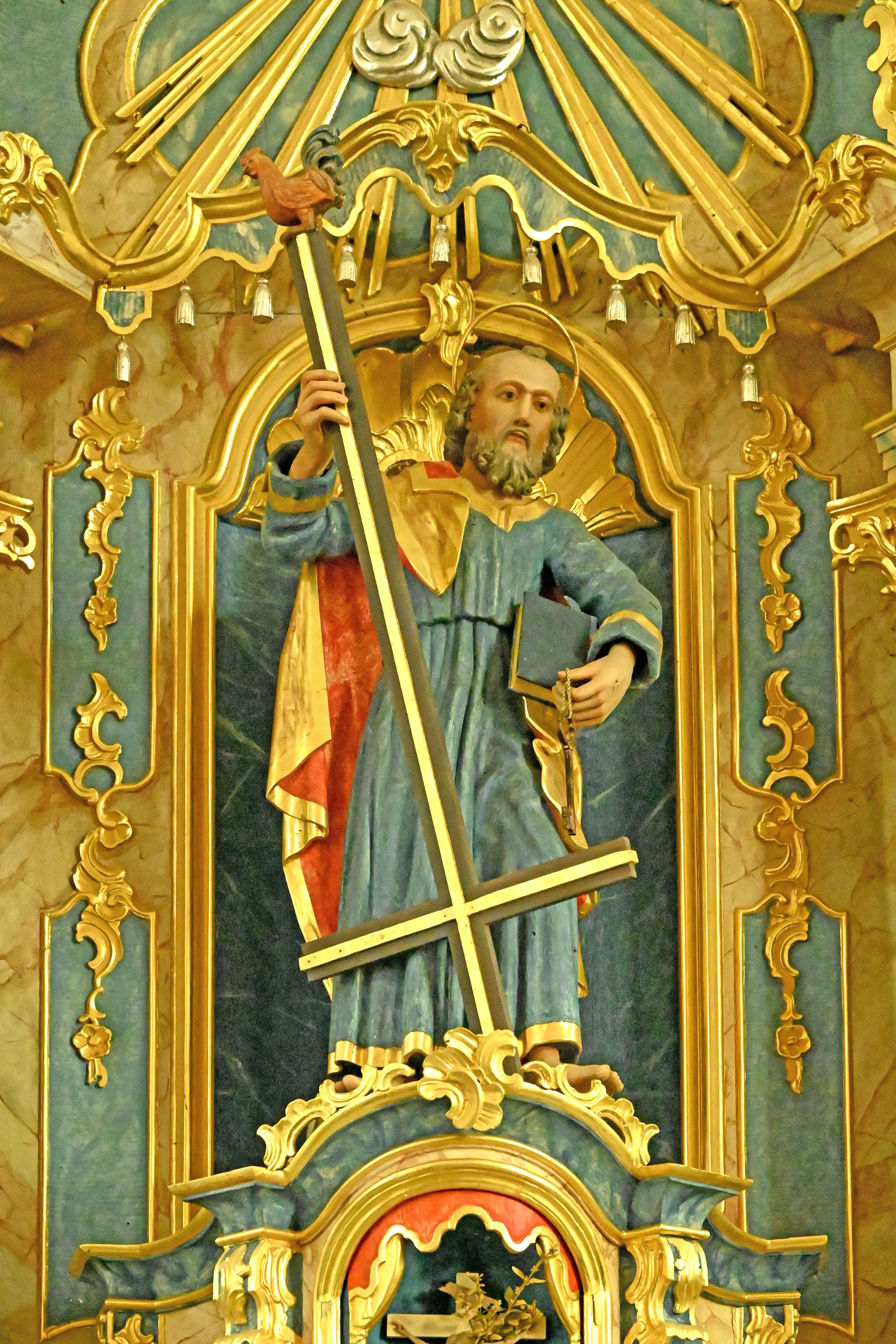
Petrus-Statue
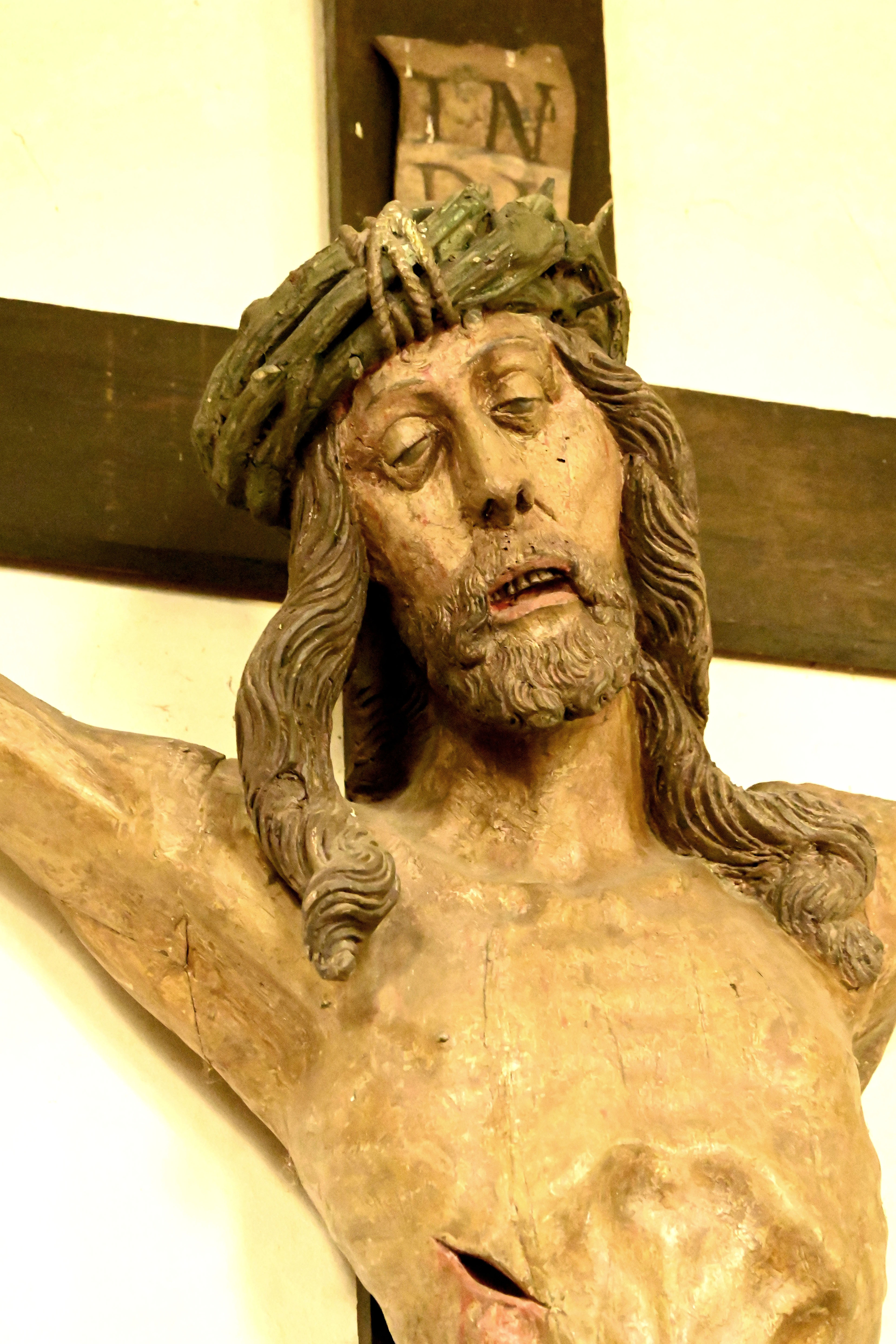
Kruzifix
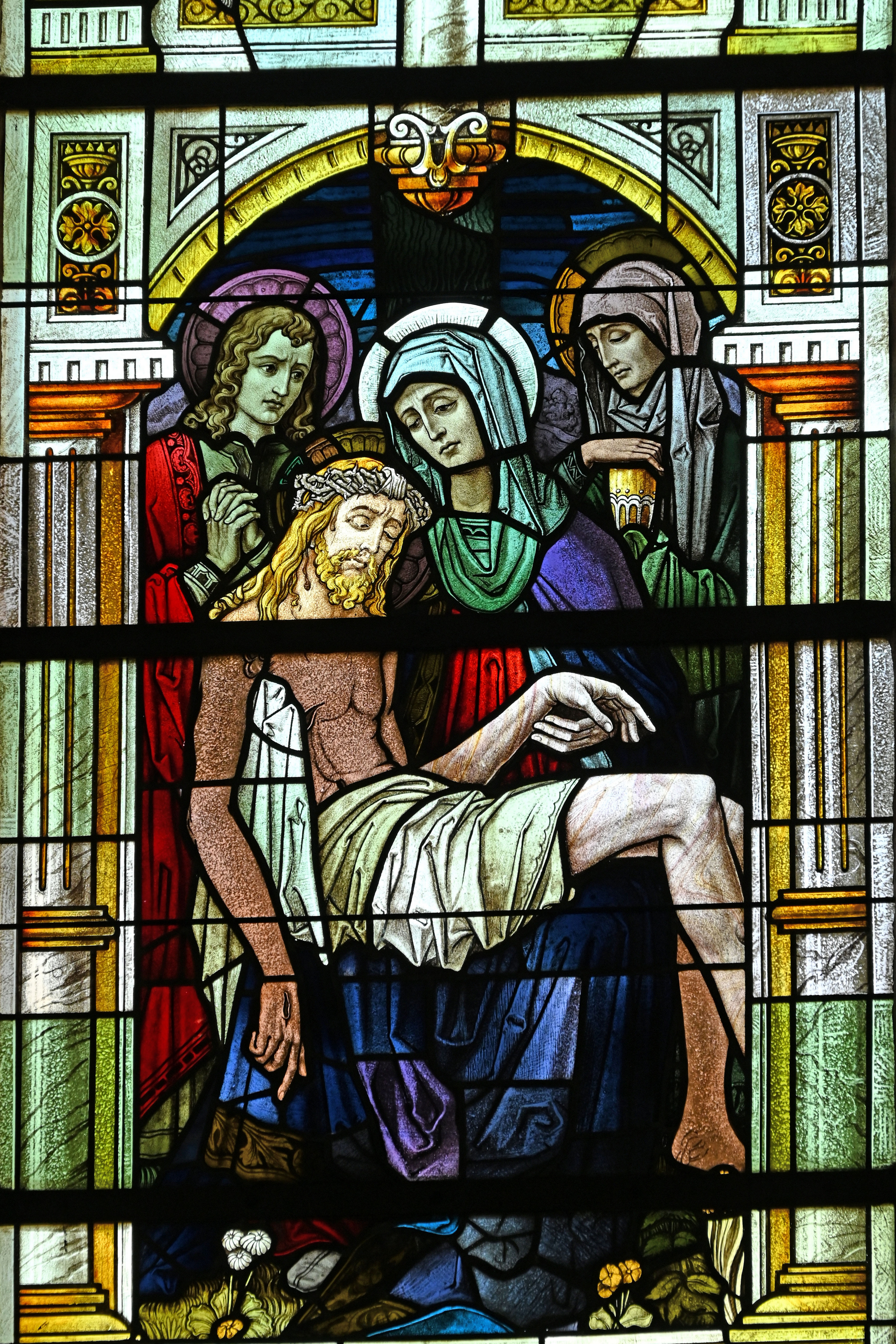
Pietà-Fenster
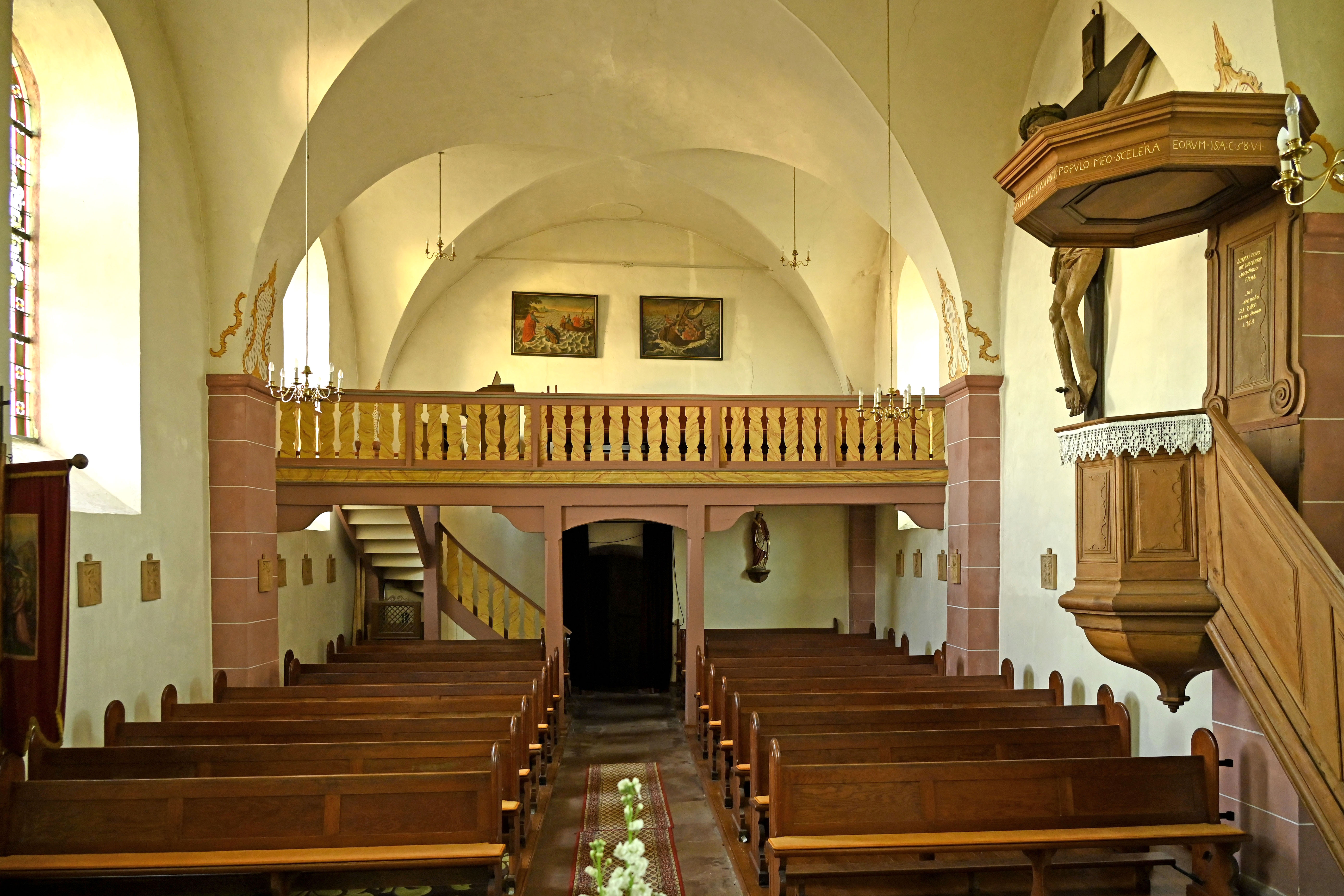
Blick zur Empore